# جی‌سی‌بی

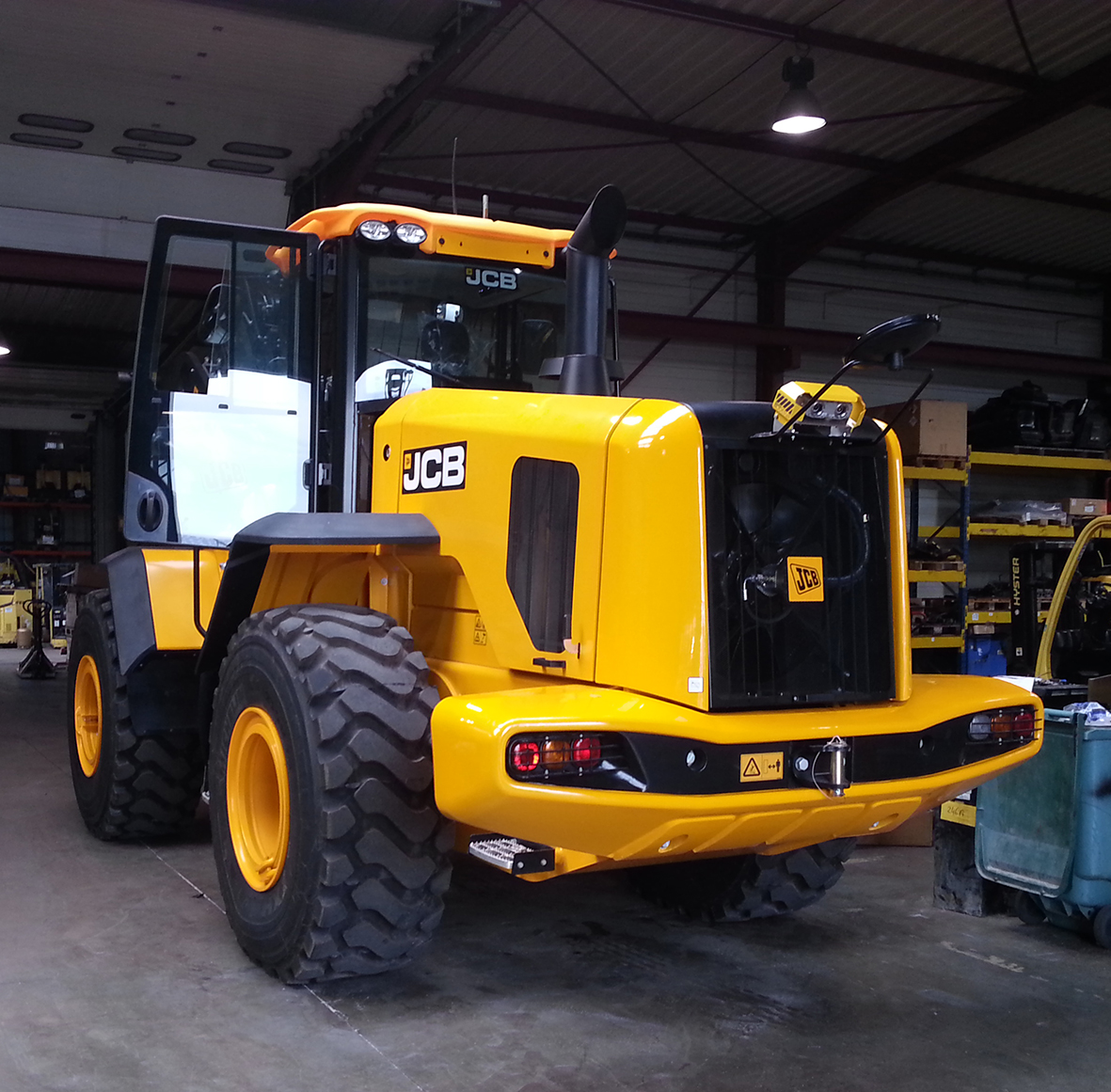
لودر جی‌سی‌بی

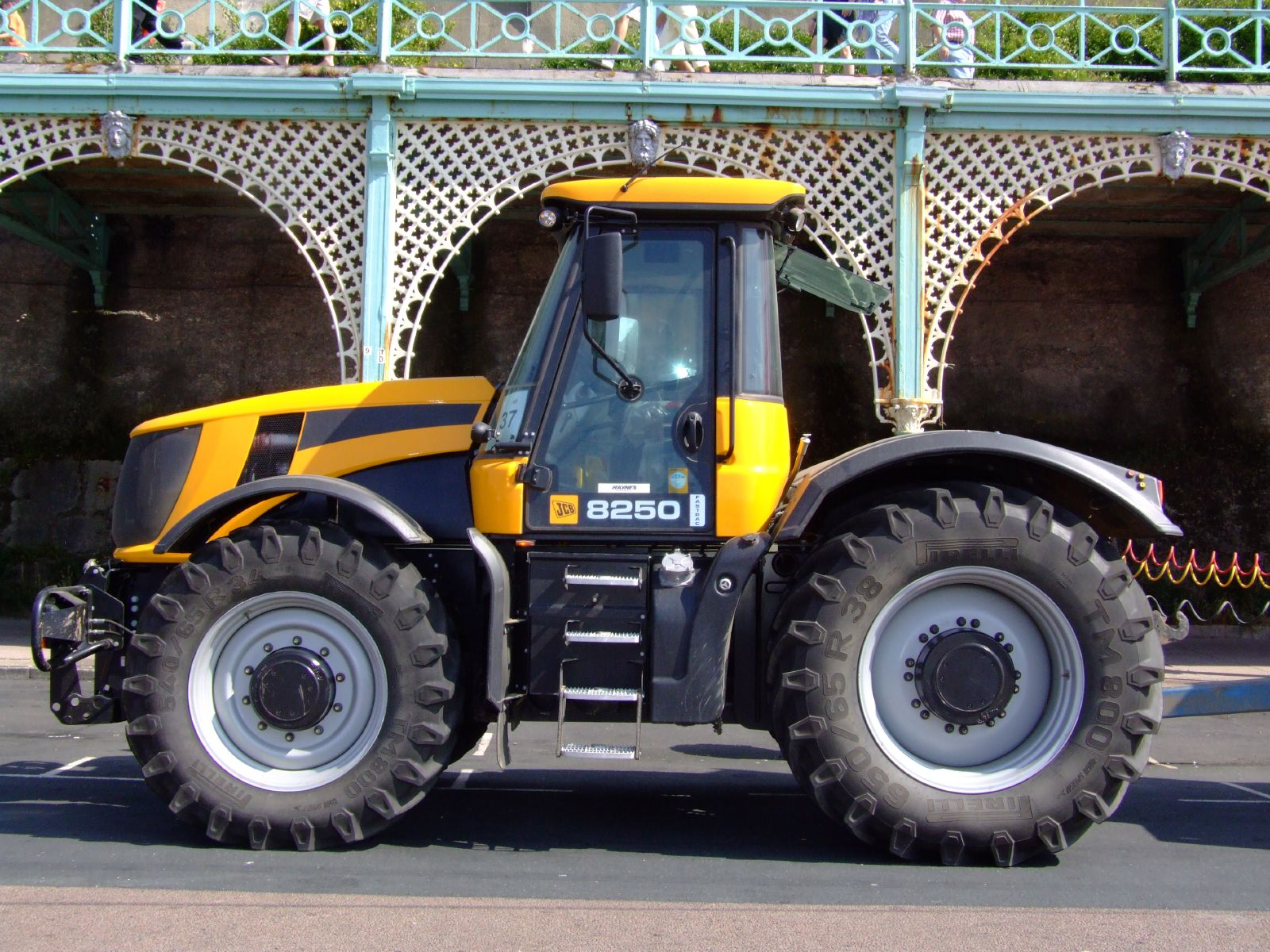
تراکتور جی‌سی‌بی ۸۲۵۰

جِی‌سی‌بی، (به انگلیسی: JCB) یک شرکت چندملیتی بریتانیایی در روسستر واقع در استافوردشر است که در زمینه طراحی، توسعهٔ فناوری و ساخت ماشین‌آلات عمرانی، ماشین‌آلات کشاورزی، لیفتراک، زباله‌بردار، موتورهای دیزل، گیربکس، دیزل‌ژنراتور، اکسل و تجهیزات تخریب می‌باشد. این شرکت بیش از ۳۰۰ گونه دستگاه از جمله بکهولودر، بیل مکانیکی، تراکتور و موتور دیزل تولید می‌کند. این شرکت ۲۲ کارخانه در سراسر آسیا، اروپا، آمریکای شمالی و آمریکای جنوبی دارد. محصولات آن در بیش از ۱۵۰ کشور جهان به فروش می‌رسد.